# Tony Simmons
Tony Simmons (eigentlich Anthony Derrick Simmons; * 6. Oktober 1948 in Maesteg, Bridgend) ist ein ehemaliger britischer Langstreckenläufer.
Bei den Crosslauf-Weltmeisterschaften 1973 in Waregem belegte er für England startend den 32. Platz.
1974 wurde er bei den British Commonwealth Games in Christchurch für England startend Siebter über 10.000 m. Bei den Leichtathletik-Europameisterschaften in Rom gewann er über dieselbe Distanz Silber.
Bei den Crosslauf-WM 1975 in Rabat kam er auf den 39. Platz und gewann mit der englischen Mannschaft Silber.
1976 holte er bei den Crosslauf-WM in Chepstow Silber in der Einzelwertung und Gold mit der englischen Mannschaft. Bei den Olympischen Spielen in Montreal wurde er über 10.000 m Vierter in 27:56,26 min, mit gut einer Sekunde Rückstand auf den Bronzemedaillengewinner Brendan Foster.
Bei den Crosslauf-WM 1977 in Düsseldorf wurde er Achter in der Einzelwertung und gewann erneut Silber mit dem englischen Team.
1978 wurde er bei den Crosslauf-WM in Glasgow Vierter und holte Bronze mit der englischen Mannschaft. Im Mai siegte er bei der Englischen Meisterschaft im Marathon, und im Juni stellte er mit 1:02:47 h eine Weltbestzeit im Halbmarathon auf. Bei den Commonwealth Games in Edmonton wurde er für Wales startend Sechster über 10.000 m und Siebter über 5000 m. Beim Marathon der EM in Prag lief er auf Rang 13 ein.
Vier weitere Male startete er bei den Crosslauf-WM für Wales: 1979 in Limerick wurde er Vierter, 1981 in Madrid belegte er Rang 172, 1984 in East Rutherford Rang 169 und 1987 in Warschau Rang 199.
1975 wurde er Englischer Meister im Crosslauf und 1978 im Marathon. Zweimal wurde er Walisischer Meister im Crosslauf (1969, 1980) und je einmal im Meilenlauf (1967), 5000 m (1978) und 10.000 m (1979).

## Persönliche Bestzeiten
- 1500 m: 3:41,1 min, 12. Juni 1977, Cwmbran
- 1 Meile: 4:00,5 min, 1976
- 2000 m: 5:05,32 min, 4. Juli 1975, London
- 3000 m: 7:51,53 min, 23. August 1978, London
- 5000 m: 13:21,2 min, 23. Mai 1976, Kiew
- 10.000 m: 27:43,59 min, 30. Juni 1977, Helsinki
- Halbmarathon: 1:02:47 h, 24. Juni 1978, Welwyn Garden City
- Marathon: 2:12:33 h, 7. Mai 1978, Sandbach